# マンディブラリスミツノサイカブト
マンディブラリスミツノサイカブト（Strategus mandibularis）は、カブトムシの一種である。